# Meriden, Iowa
Meriden là một thành phố thuộc quận Cherokee, tiểu bang Iowa, Hoa Kỳ. Năm 2010, dân số của thành phố này là 159 người.

## Dân số
Dân số qua các năm:
- Năm 2000: 184 người.
- Năm 2010: 159 người.